# Mark de Jonge
Mark de Jonge (* 15. Februar 1984 in Calgary) ist ein kanadischer Kanute.

## Karriere
Mark de Jonge, der vier Geschwister hat, begann im Alter von 13 Jahren mit dem Kanusport, nachdem seine Eltern ihn nach dem Umzug nach Halifax beim Maskwa Aquatic Club angemeldet hatten, damit er mehr Kinder seines Alters kennen lernt. Er schloss 2009 ein Studium als Bauingenieur an der Dalhousie University ab und arbeitete drei Jahre Vollzeit bei Stantec, ehe er sich freistellen ließ, um sich auf die Olympischen Spiele 2012 in London vorbereiten zu können.
Bereits zuvor hatte de Jonge bei den Panamerikanischen Spielen 2003 in Santo Domingo Bronze im Einer-Kajak über 500 Meter und bei den Panamerikanischen Spielen 2007 in Rio de Janeiro Silber im Vierer-Kajak über 1000 Meter gewonnen. Sein internationaler Durchbruch gelang ihm dann aber bei den Olympischen Spielen in London. Erstmals gehörte die 200-Meter-Sprint-Distanz im Einer-Kajak zum olympischen Programm und de Jonge gelang sogleich die Finalqualifikation, nachdem er sowohl seinen Vorlauf als auch seinen Halbfinallauf gewann. Im Endlauf überquerte er nach 36,657 Sekunden hinter dem Briten Ed McKeever und Saúl Craviotto aus Spanien als Dritter die Ziellinie und sicherte sich so die Bronzemedaille.
Bei den Weltmeisterschaften 2013 in Duisburg belegte de Jonge im Einer-Kajak über 200 Meter noch den zweiten Platz. 2014 wurde er in Moskau in dieser Disziplin schließlich Weltmeister und verteidigte diesen Titel 2015 in Mailand erfolgreich. Im selben Jahr gewann er auch bei den Panamerikanischen Spielen in Toronto die Goldmedaille auf der 200-Meter-Strecke des Einer-Kajaks. Darüber hinaus sicherte er sich im Zweier-Kajak, ebenfalls über 200 Meter, die Bronzemedaille.
Bei den Olympischen Spielen 2016 in Rio de Janeiro ging de Jonge erneut im Einer-Kajak auf der 200-Meter-Distanz an den Start. Als Dritter seines Vorlaufs und Vierter seines Halbfinallaufs zog er ein weiteres Mal ins Finale ein, aber kam in 36,080 Sekunden nicht über den siebten und damit vorletzten Platz hinaus.